# Jean Wahl
Jean André Wahl (Marsella, 25 de mayo de 1888 - París, 19 de junio de 1974) fue un filósofo judío francés, profesor de La Sorbona entre 1936 y 1940 y entre 1945 y 1967. Durante la Segunda Guerra Mundial fue internado en el campo de deportación de Drancy, de donde escapó. Entre 1941 y 1945, se refugió en los Estados Unidos, donde también enseñó. Fue Presidente de la Sociedad Francesa de Filosofía.
Antiguo alumno del Lycée Janson de Sailly de París y de la Escuela Normal Superior de París, graduado en 1907, comenzó su carrera filosófica como discípulo de Henri Bergson.
Introdujo una nueva lectura del pensamiento de  Hegel en Francia, a partir del tema de la "consciencia infeliz", en los años 1930, aun antes de las célebres conferéncias de Alexandre Kojève. Fue también gran defensor del pensamiento de Kierkegaard.
En enero de 1947 fundó el Colegio Filosófico; dirigió la Revue de métaphysique et de morale (Revista de Metafísica y Moral) a partir de 1950. Publicó en 1956 Vers la fin de l'ontologie (Hacia el final de la ontología), resultado de un seminario crítico del curso de 1935 Heidegger "Introducción a la metafísica".
Influenció importantes pensadores como Emmanuel Levinas, Gilles Deleuze y Jean-Paul Sartre.

## Obras
- Les Philosophies pluralistes d'Angleterre et d'Amérique, 1920 ;
  - rééd. préface de Thibaud Trochu, Les Empêcheurs de penser en rond, 2005.
- Du rôle de l'idée d'instant dans la philosophie de Descartes, 1920 ;
  - rééd. avec une préface de Frédéric Worms, Descartes & Co, 1994.
- Le Malheur de la conscience dans la philosophie de Hegel, 1929.
- Étude sur le Parménides de Platon, Paris, Rieder, 1930.
- Vers le concret, Vrin, 1932 ;
  - rééd. avec un avant propos de Mathias Girel, Paris, Vrin, 2004.
- Études kierkegaardiennes, 1938 ;
  - rééd. Hachette, 1998
- Les Problèmes platoniciens : la La République, Euthydème, Cratyle, Paris, CDU, 3 fasc., 1938-1939.
- Existence humaine et transcendance, Neufchâtel, La Baconnière, 1944.
- Tableau de la philosophie française, Gallimard, 1946.
- Introduction à la pensée de Heidegger, cours en Sorbonne, 1946 ;
  - rééd. Le Livre de Poche, 1998.
- Petite histoire de l'existentialisme, Paris, L'Arche, 1947.
- Poésie, pensée, perception, Paris, Calman-Levy, 1948.
- Jules Lequier, La Baconnière, 1948.
- La Pensée de l'existence, 1952.
- Traité de Métaphysique, 1953.
- La structure du monde réel d'après N. Hartmann, Paris: Centre de documentation universitaire, 1953. (Cours de la Sorbonne enseigné en 1952).
- La théorie des catégories fondamentales dans Nicolai Hartmann, Paris: Centre de documentation universitaire, 1954. (Cours de la Sorbonne enseigné en 1953).
- La Philosophie de l'existence, 1954.
- Les aspects qualitatifs du réel. I. Introduction, la philosophie de l'existence; II. Début d'une étude sur Husserl; III. La philosophie de la nature de N. Hartmann, Paris: Centre de documentation universitaire 1955. (Cours de la Sorbonne enseigné en 1954).
- Vers la fin de l'ontologie, 1956.
- L'Expérience métaphysique, 1964.
- Cours sur l’athéisme éclairé de Dom Deschamps, 1967.
- Esquisse pour une histoire de « l'existentialisme », L'arche, 2002.